# لوروا إدغار بيرني
لوروا إدغار بيرني (بالإنجليزية: Leroy Edgar Burney)‏ هو طبيب أمريكي، ولد في 31 ديسمبر 1906 في Burney, Indiana ‏ في الولايات المتحدة، وتوفي في 31 يوليو 1998 في بارك ريدج في الولايات المتحدة.